# Ken Hensley

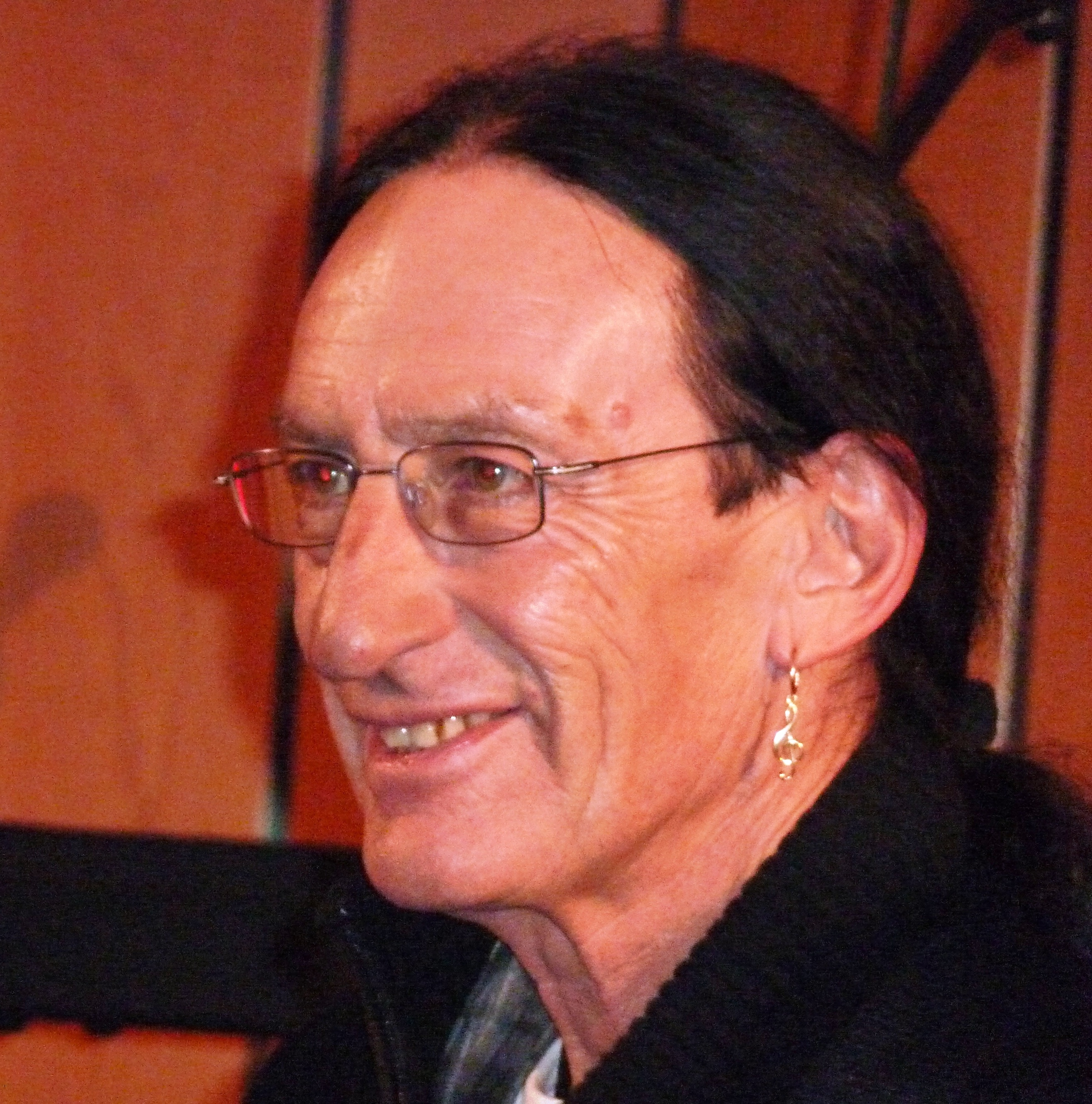
Ken Hensley 2009 op het Creativity Worldforum in Ludwigsburg

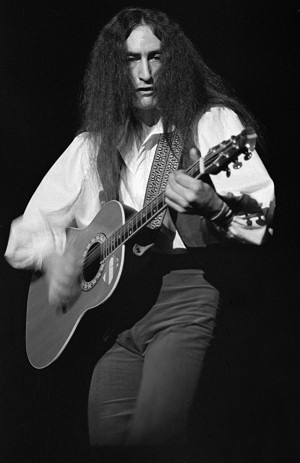
tijdens een concert in Noorwegen, 1977

Kenneth Hensley (Londen, 24 augustus 1945 - 4 november 2020) was een Brits toetsenist, gitarist en zanger, het meest bekend om zijn rol in de band Uriah Heep. Vaak wordt hij in één adem genoemd met Rick Wakeman en Keith Emerson als Keyboard Wizards, in de jaren zeventig de vernieuwers van het gebruik van keyboards in rock.

## Levensloop
Ken Hensley groeide op in Hertfordshire en leerde op jonge leeftijd piano- en gitaarspelen. Het laatste uit een Bert Weedon-handleiding.
Zijn eerste optreden was in Stevenage in september 1960. Daarna speelde hij vervolgens in The Blue Notes, Ken and the Cousins en Kit and the Saracens (1962). In 1963 werd deze laatste band omgedoopt tot de The Jimmy Brown Sound en deze nam enkele inmiddels verloren gegane nummers op. In 1965 richtte Hensley The Gods op, met onder anderen Mick Taylor, Greg Lake, John Glascock, Paul Newton en Lee Kerslake. The Gods brachten twee albums uit ('Genesis' en 'To Samuel a Son'), voordat het restant van de band met Cliff Bennett ging spelen en zijn naam veranderde in Toe Fat. Kort daarna werd Hensley door Paul Newton gevraagd voor Spice, een Londense band die verder door het leven ging als Uriah Heep. Hij speelde bij Heep vooral Hammondorgel (B3), slidegitaar en akoestische gitaar. Daarnaast zong hij enkele solo's, waaronder de internationale hit 'Lady in Black'. Dertien studioalbums en een aantal grote hits (Easy Livin', 'July Morning' Stealin', Gypsy, Free me etc.) later, verliet hij Uriah Heep in 1981.
Albums met Uriah Heep:
- Very 'Eavy Very 'Umble (1970)
- Salisbury (1970)
- Look at Yourself (1971)
- Demons and Wizards (1972)
- The Magician's Birthday (1972)
- Sweet Freedom (1973)
- Wonderworld (1974)
- Return to Fantasy (1975)
- The Best of Uriah Heep (1975)
- High and Mighty (1976)
- Firefly (1977)
- Innocent Victim (1977)
- Fallen Angel (1978)
- Conquest (1980)
- Uriah Heep Live (1973)

Tijdens zijn tijd bij Uriah Heep hield Hensley zich ook met een flink aantal andere projecten bezig. In respectievelijk '70 en '71 nam hij de albums Orgasm (onder de bandnaam Headmachine) en Weed op. Jaren later zou hij zeggen dat hij deze albums in opdracht en puur om het geld gemaakt had. In '73 verscheen zijn eerste soloalbum Proud Words on a Dusty Shelf, gevolgd door Eager to Please in 1975. Dat jaar speelde hij ook akoestische gitaar op het soloalbum van David Byron Take No Prisoners. Nadat Hensley Uriah Heep verlaten had, nam hij Free Spirit op. Vervolgens speelde hij enkele jaren bij het Amerikaanse Blackfoot, waarmee hij twee albums opnam: SIOGO en Vertical Smiles. Afgezien van enkele solo's op albums van anderen (onder andere W.A.S.P. en Cinderella), werd het daarna jarenlang stil rond Hensley, tot in 1994 plotseling From Time to Time verscheen, een verzameling niet eerder uitgebrachte demo's. Sinds 1999 komt er weer regelmatig nieuw werk uit van Ken Hensley: A Glimpse of Glory (1999), Running Blind (2002), The Last Dance (2003). Ook bracht hij een aantal verzamelaars en opnieuw opgenomen nummers uit: Anthology (2000), Wizard's Diary (2004), Cold Autumn Sunday (2005), Elements (2006).
In 2001 speelde Hensley nog één keer samen met zijn oude band Uriah Heep tijdens de Magician's Birthday Party. Ook oud-Uriah Heep-zanger John Lawton was aanwezig. Van deze unieke avond is een dvd verschenen.
In 2001 werkte hij korte tijd samen met John Lawton, wat leidde tot het livealbum The Return en de video Salisbury. In 2002 verscheen een livealbum/dvd samen met John Wetton: More than Conquerors.
Tussen zijn eigen muziekuitgaven door, speelde Hensley nog regelmatig mee op albums van anderen, zoals Ayreon (2004), Metalium (2002) en Therion (2007). Ook maakte hij naam als producer van jonge bands, waaronder het Duitse Maks and the Minors en Toni Rowland uit Zuid-Afrika.
Op 25 mei 2007 verscheen Hensleys nieuwe album, Blood on the Highway. Hieraan werkten onder anderen Glenn Hughes, John Lawton, Eve Gallagher en Jorn Lande mee. Blood on the Highway is een rockopera die het levensverhaal van een rocker uit de jaren zeventig vertelt.